# 東北インターナショナルスクール
東北インターナショナルスクール（とうほくインターナショナルスクール、Tohoku International School）は、宮城県仙台市泉区の泉ビレジにあるインターナショナル・スクールである。略称はTIS。WASC認定校。幼稚園から高等学校卒業相当までのカリキュラムがある。2010年からミュージカルの公演を毎年行っており、地元民に親しまれている。

## 沿革
- 1989年（平成元年） - 学校法人南光学園と仙台クリスチャンアカデミーが「仙台アメリカンスクール（SAS）」を開校[1]。
- 1997年（平成9年） - 「東北インターナショナルスクール（TIS）」に改称[1]。

## 所在地
学校法人南光学園東北高等学校泉キャンパス内にある。
- 住所：宮城県仙台市泉区館七丁目101-1（北緯38度18分38.4秒 東経140度47分58.9秒 / 北緯38.310667度 東経140.799694度）